# Heřmaň (okres České Budějovice)
Obec Heřmaň (německy Hermannsdorf) se nachází v okrese České Budějovice v Jihočeském kraji, zhruba sedm kilometrů jihovýchodně od Českých Budějovic. Žije zde 213 obyvatel.

## Historie
Předchůdce vsi býval dvůr Lhotka (Mehlhüttel), zmiňovaný již k roku 1400. Na sklonku feudalismu dvůr spadal pod komařické panství, jehož majitelem byl cisterciácký klášter Vyšší Brod. Ves zanikla někdy v 16. století a na jejím místě byl vystavěn stejnojmenný dvůr, který 1633 vyhořel.
Rozparcelováním dvora podle Raabovy reformy v roce 1787 byla založena vesnice o 21 domech, nazvaná Hermannsdorf, po tehdejším vyšebrodském opatu Hermannu Kurzovi (třebaže vrchnost dala nové vsi německé jméno, obyvatelstvo bylo národnostně české). Tato nově vzniklá ves měla napjaté vztahy s okolními vesnicemi, dokonce jeden doudlebský sedlák chtěl zamezit Heřmaňským průjezd přes své pozemky.
Po zrušení poddanství tvořila Heřmaň od roku 1850 až do konce roku 1956 součást obce Plav. Mezi 1. lednem 1957 a 13. červnem 1964 se ves nakrátko stala samostatnou obcí, v roce 1960 k ní byla připojena Borovnice. Následně byla začleněna pod obec Nedabyle. Status obce Heřmaň znovu nabyla 24. listopadu 1990.
V letech 1955 až 1958 sepsal heřmaňský aktivista a poštovní ředitel Josef Krátký kroniku obcí Heřmaň a Vidov, která je dnes uložena na obecním úřadě.

## Okolí

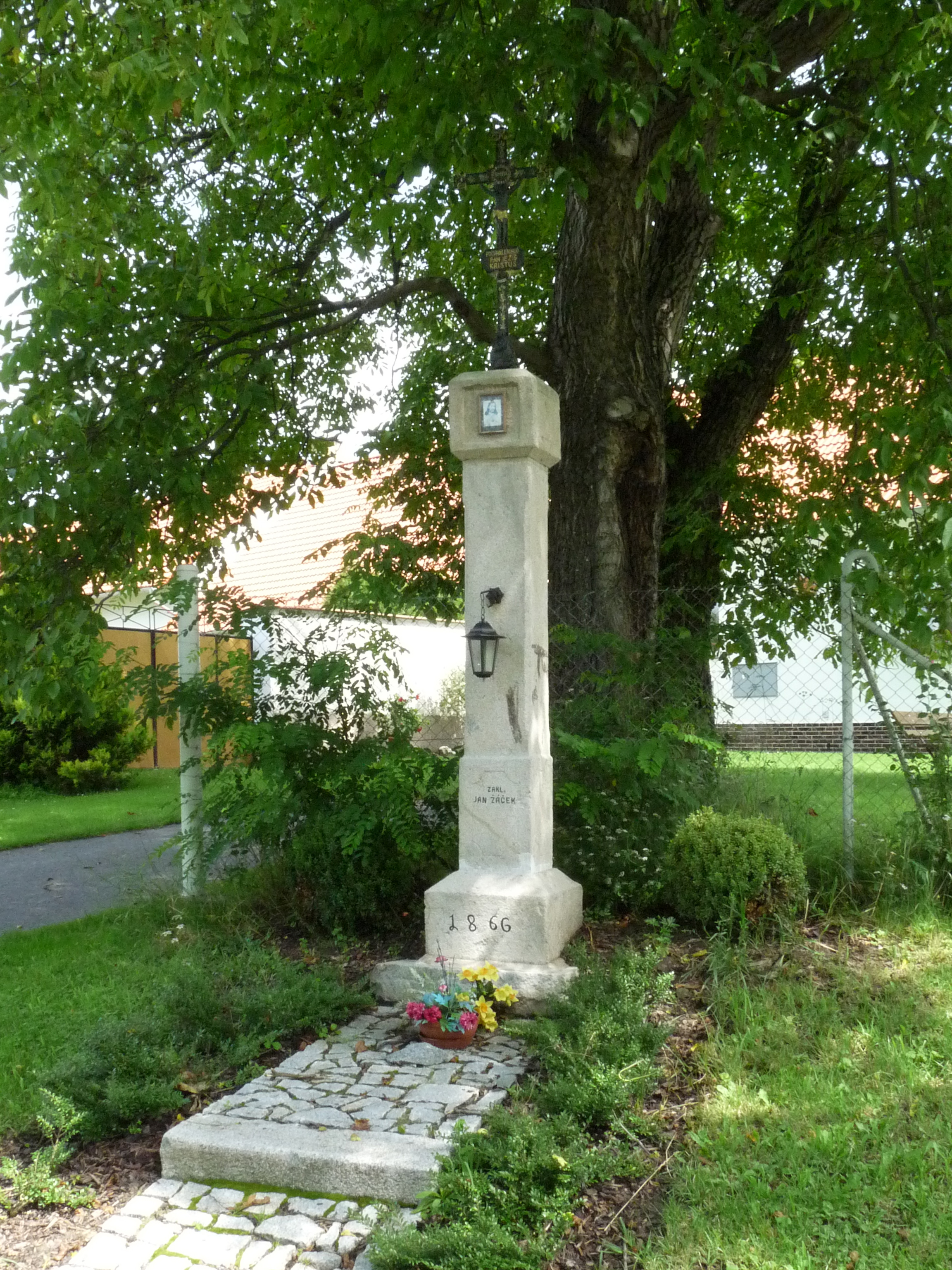
Křížek s datem 1866

- Jižně od obce, na kraji lesa, vybudoval v roce 1921 rodák Josef Krátký se spoluobčany pamětní pomník-mohylu, na počest vyhlášení samostatné Československé republiky a k uctění spoluobčanů padlých v první světové válce. Tento pomník je vzpomínkou na hrdiny narozené v této obci a zároveň připomínkou strastí, které válečná vřava dokáže způsobit. Na čtyřech žulových deskách pod vrcholovým jehlanem jsou vytesána jména: Masaryk, Žižka, Hus, Komenský. Desky, i se jménem prvního československého prezidenta, přetrvaly na svém místě i v letech 1948 až 1989.
- Při cestě ze vsi k mohyle jsou u čp. 4 boží muka.
- Dále dolů, podél lesa, se strmou pěšinou lze dostat do údolí Zborovského potoka a dál po jeho toku až na soutok s řekou Malší. Zde, mimo pohledu na kostelík v Doudlebech, se naskýtá i koupání.
- Jinou upomínkou na zašlé časy je další žulový křížek ve vsi, datovaný rokem 1866. Nepodařilo se zjistit, k jaké události se váže.